# Marc Manli Capitolí (cònsol 434 aC)
Marc Manli Capitolí (en llatí Marcus Manlius Capitolinus) va ser un magistrat romà del segle v aC.
Va ser tribú amb potestat consular l'any 434 aC amb Quint Sulpici Pretextat. Aquell any, els habitants de Veïs i els faliscs van demanar ajuda a l'assemblea dels etruscs per fer front a l'amenaça que representava Roma, sobretot després de la conquesta de Fidenes pels romans.